# غنبدليران (الريف الشرقي)
غنبدليران (بالفارسية: گنبدلران) هي منطقة سكنية تقع في إيران في قسم الريف الشرقي الريفي. يقدر عدد سكانها بـ 426 نسمة بحسب إحصاء 2016.